# Euphonia trinitatis
Euphonia trinitatis е вид птица от семейство Чинкови (Fringillidae).

## Разпространение
Видът е разпространен във Венецуела, Колумбия и Тринидад и Тобаго.